# Torre Cortazar

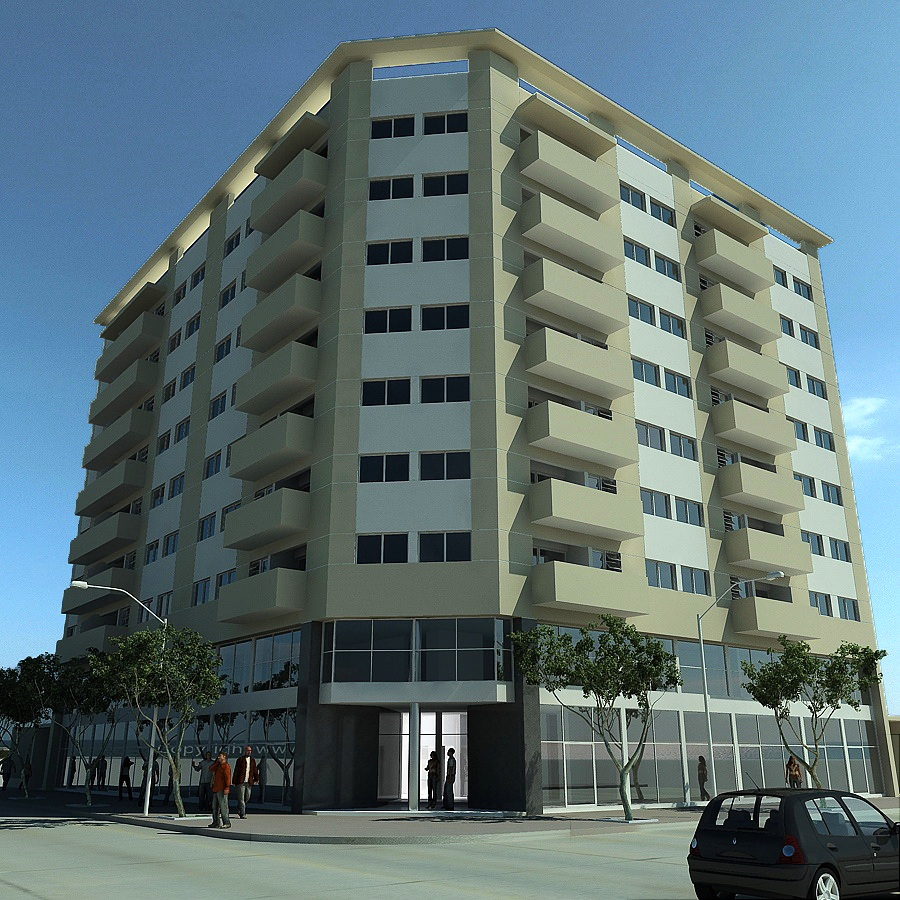
Dibujo de la torre terminada

## Generalidades
La Torre Cortazar es uno de los edificios más representativos del panorama urbano de la ciudad de Caleta Olivia (provincia de Santa Cruz). Está ubicado en el barrio Malvinas Argentinas y se encuentra en un sector donde actualmente se está potenciando la actividad comercial. La ubicación es estratégica ya que desde la última década esta parte de la ciudad experimentó un fuerte cambio y se está volviendo céntrica y comercial; y esta zona se la está conociendo como el Centro de la Tierra del Fuego (ya que la atraviesa una artería importante llamada Avda. Tierra del Fuego) o simplemente Centro del Oeste. El edificio es propiedad del Fideicomiso Torre Cortázar Caleta Olivia, el cual encargó el proyecto y la dirección técnica del mismo al arquitecto Osvaldo Leguizamón (enlace roto disponible en Internet Archive; véase el historial, la primera versión y la última). y la construcción a la empresa DeObras Santa Cruz SRL.

### El espacio urbano
Ubicado en un barrio de construcciones bajas y terrenos baldíos, la implantación de este edificio, por mucho el más alto de la ciudad, viene a contribuir con la creación del espacio urbano de manera significativa. Por esta razón los paramentos de los muros exteriores sobre ambas calles (Beghin y Estrada) se ubican sobre la línea municipal, consolidando la misma y definiendo con claridad el límite entre espacio público y espacio privado.

### La imagen urbana
Al estar implantado en una zona baja, el edificio es visible prácticamente desde todo el entorno circundante, por lo que se adoptó el partido de torre a fin de alejarlo de los linderos, evitando medianeras de gran porte, y se trataron las fachadas interiores con un criterio de unidad compositiva. Inclusive la azotea (que también se puede ver desde los sectores más elevados) responde a esta idea.
En lo morfológico, el proyecto respeta el canon clásico de zócalo, desarrollo y remate. Con este fin las dos primeras plantas (locales y oficinas) poseen grandes superficies vidriadas que las despegan netamente de las siete plantas de unidades de vivienda, donde predominan los muros por sobre los vanos, y finalmente un gran alerón de hormigón visto (que irá iluminado desde abajo con el objeto de enfatizarlo y permitir la visualización nocturna) rodea todo el contorno y remata el conjunto a 31 ms de altura sobre la calle.
Los balcones, con sus entrantes y salientes, otorgan sombras y dinamismo a las fachadas exteriores.

### El proyecto
A pesar de que las dimensiones de los lados del terreno no son iguales (42m sobre Beghin y 35m sobre Estrada) el proyecto busca generar la mayor simetría posible. A tal fin se ubicó el ingreso principal en la ochava, y ambas alas pivotan sobre un eje de simetría perpendicular a ella.
El acceso está diseñado a modo de esclusa, para controlar al fuerte viento predominante del O. Esta ubicación en la esquina permite que las circulaciones verticales se encuentren  aproximadamente equidistantes de los ingresos a los departamentos, evitando largos pasillos y contribuyendo a la seguridad en la eventualidad de ser necesario un escape.
Un gran patio de 834 m²  provee de superficie verde y espacios para estacionamiento; los vehículos serán protegidos por árboles o cubiertas de media sombra. El acceso desde el patio al hall de ingreso es directo, también a través de una esclusa, con el doble propósito de facilitar la circulación peatonal de los habitantes y evitar el ingreso de personas ajenas al edificio.
A nivel de la azotea se encuentra un SUM provisto de cocina, parrilla, sanitarios, y un salón de generosas dimensiones, lo que permite variedad de usos para los habitantes del edificio.

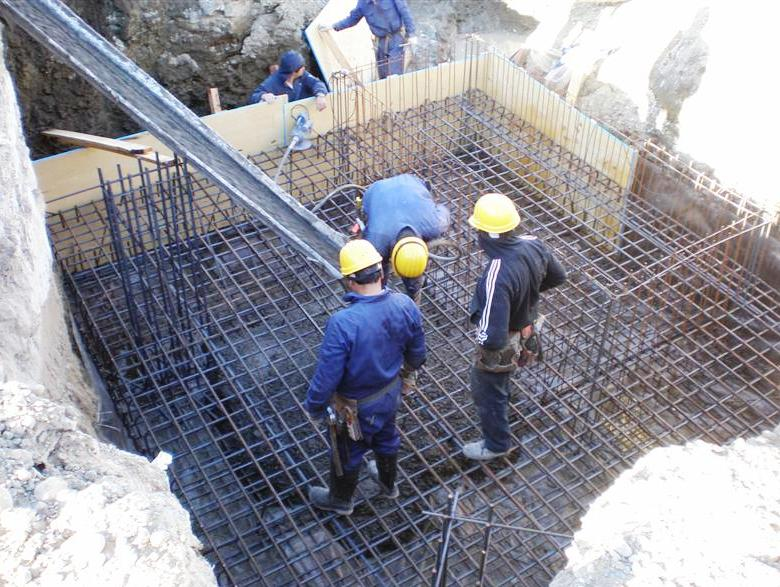
Armadura y encofrado bases.

### Las viviendas
Los departamentos son ocho por planta, seis de dos dormitorios (cinco de los cuales dan a las calles). Todas las unidades de dos dormitorios poseen un ingreso a manera de hall, que comunica directamente con los servicios (cocina, lavadero, baño de recepción) y divide netamente las zonas de íntimo y recepción. Las circulaciones son mínimas y periféricas a los espacios de uso, buscando maximizar las superficies útiles.
Se ubicó un armario en el pasillo con el fin de disponer de un plano adicional de apoyo en uno de los dormitorios. Las unidades que dan a la calle disponen de pasa-platos que también oficia como desayunador, y un amplio balcón–terraza brinda expansión, visuales largas y protección del sol y los vientos del NO y el SO.
Las unidades de un dormitorio están diseñadas poniendo énfasis en minimizar las circulaciones para obtener la mayor superficie útil posible.

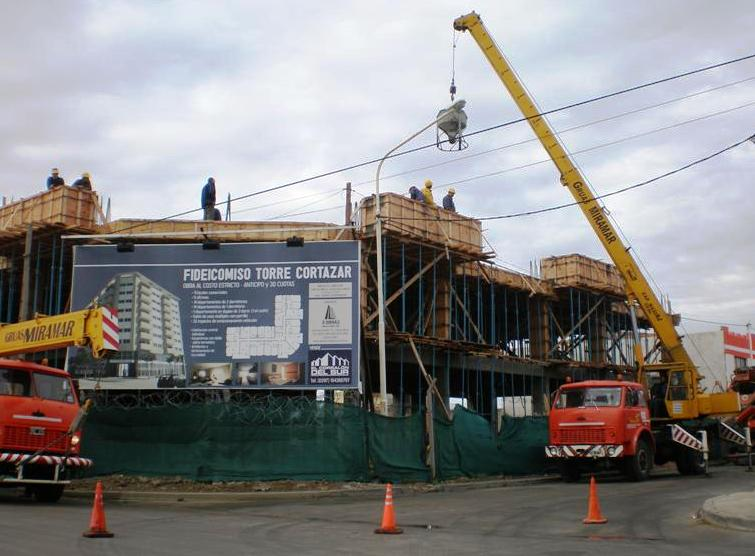
Hormigón sobre 1er. piso

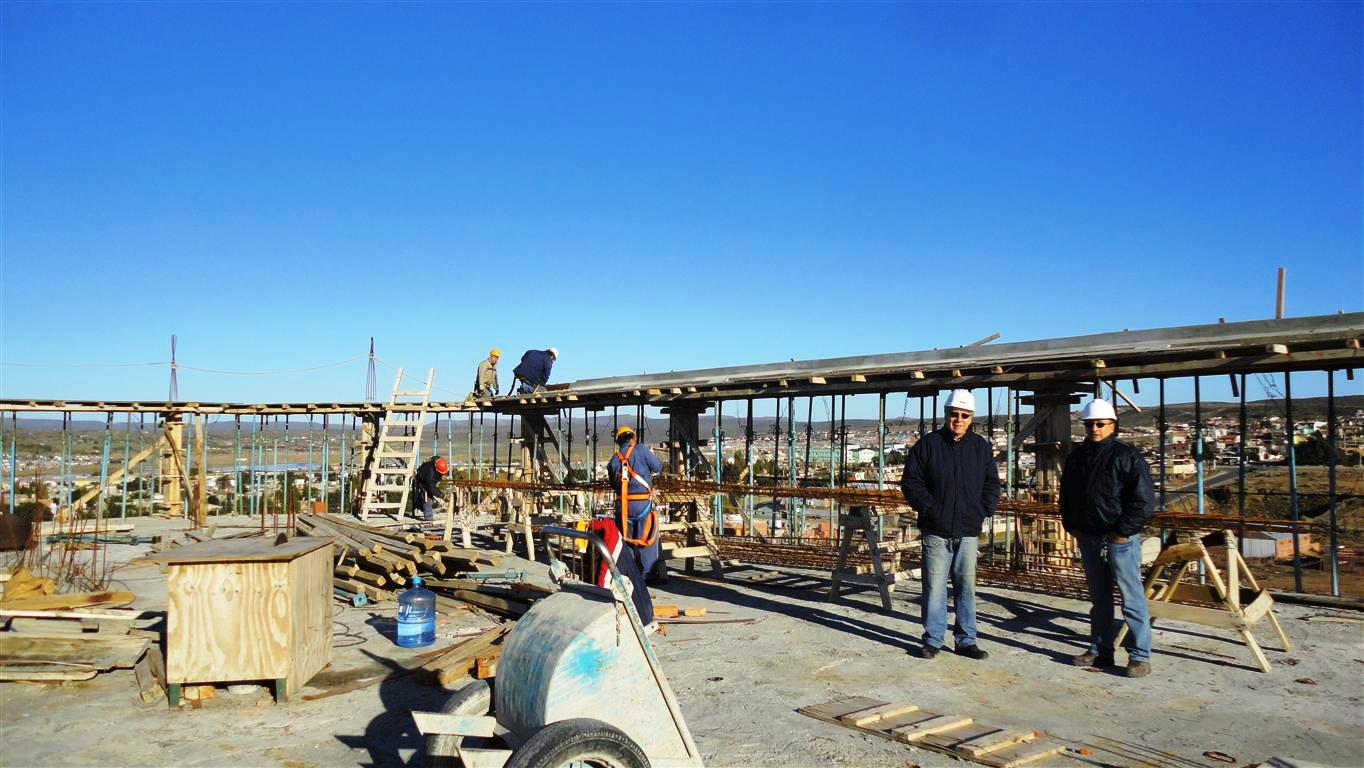
En la terraza

### Aspectos constructivos
Las características del terreno obligaron a ejecutar las bases de la estructura de hormígón armado a 4 ms de profundidad, lo cual requirió un considerable movimiento de tierra. Por otra parte la napa de agua se encuentra a escasos 50 cm, por lo que se realizó un bombeo de supresión que abarcó toda la etapa de fundaciones, troncos de columnas y construcción del recinto de la cisterna de reserva de agua.
La calefacción es por medio de piso radiante, y las carpinterías de aluminio son RPT (ruptura de puente térmico) y cuentan con doble vidriado hermético, atendiendo a las rigurosas condiciones del clima patagónico.

## Galería

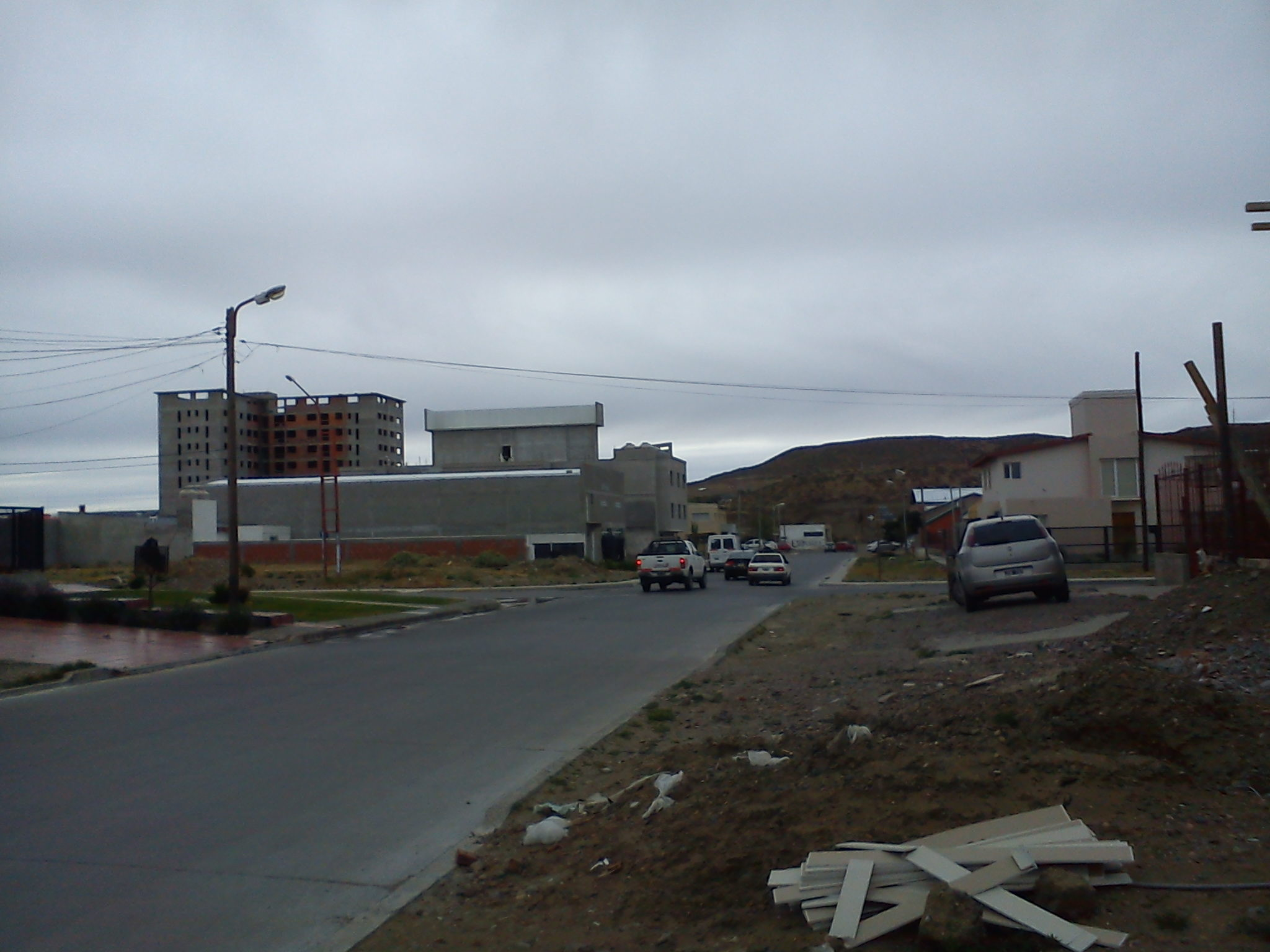
Vista desde 13 de diciembre y Alvear
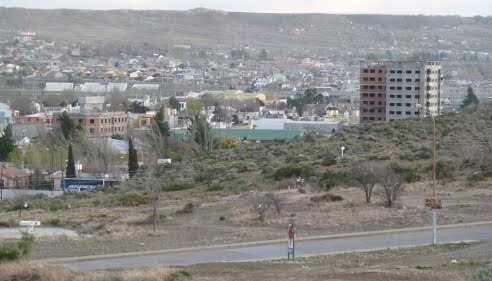
Vista desde el Parque Centenario.
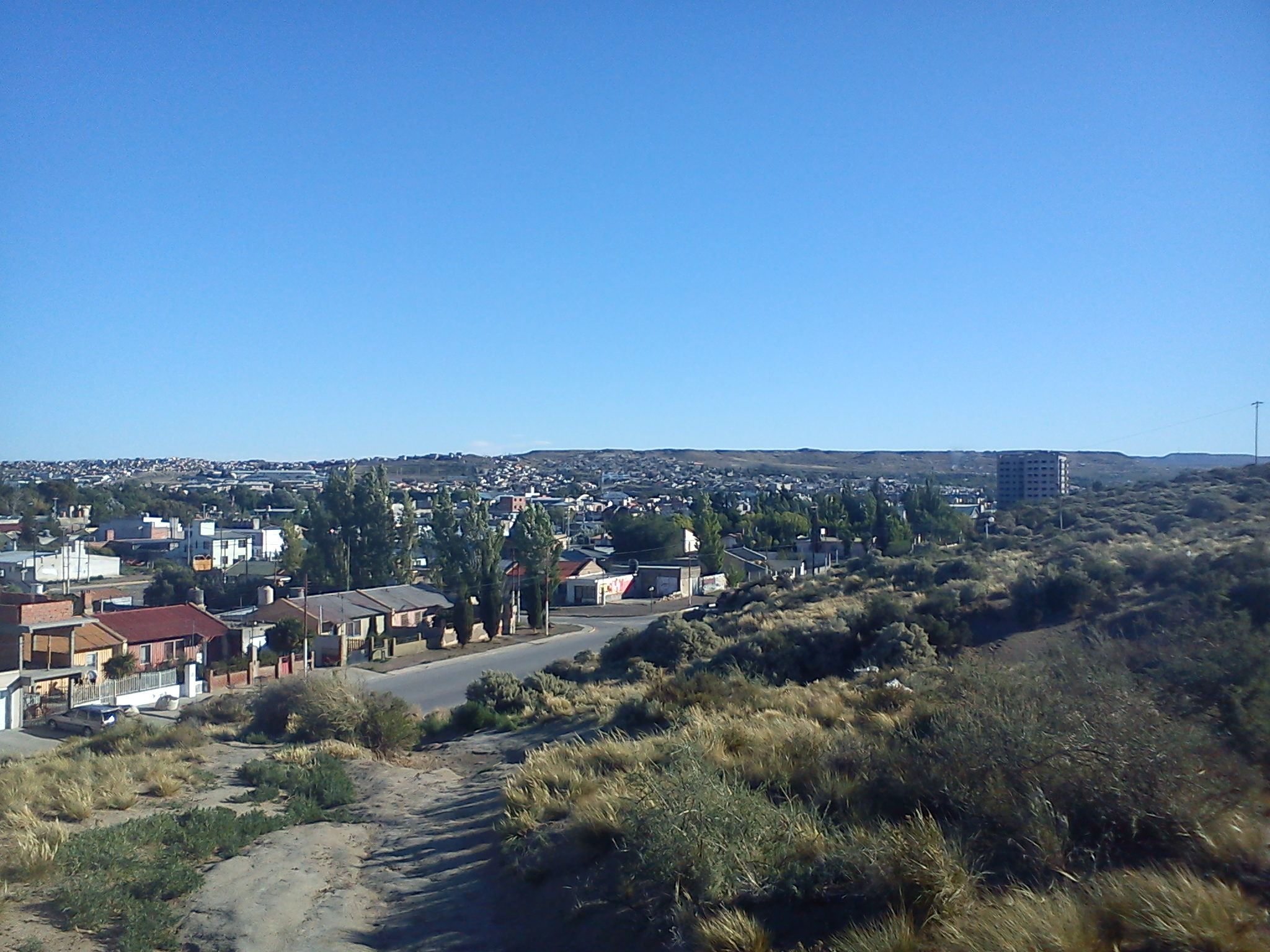
A la derecha se lo puede observar.
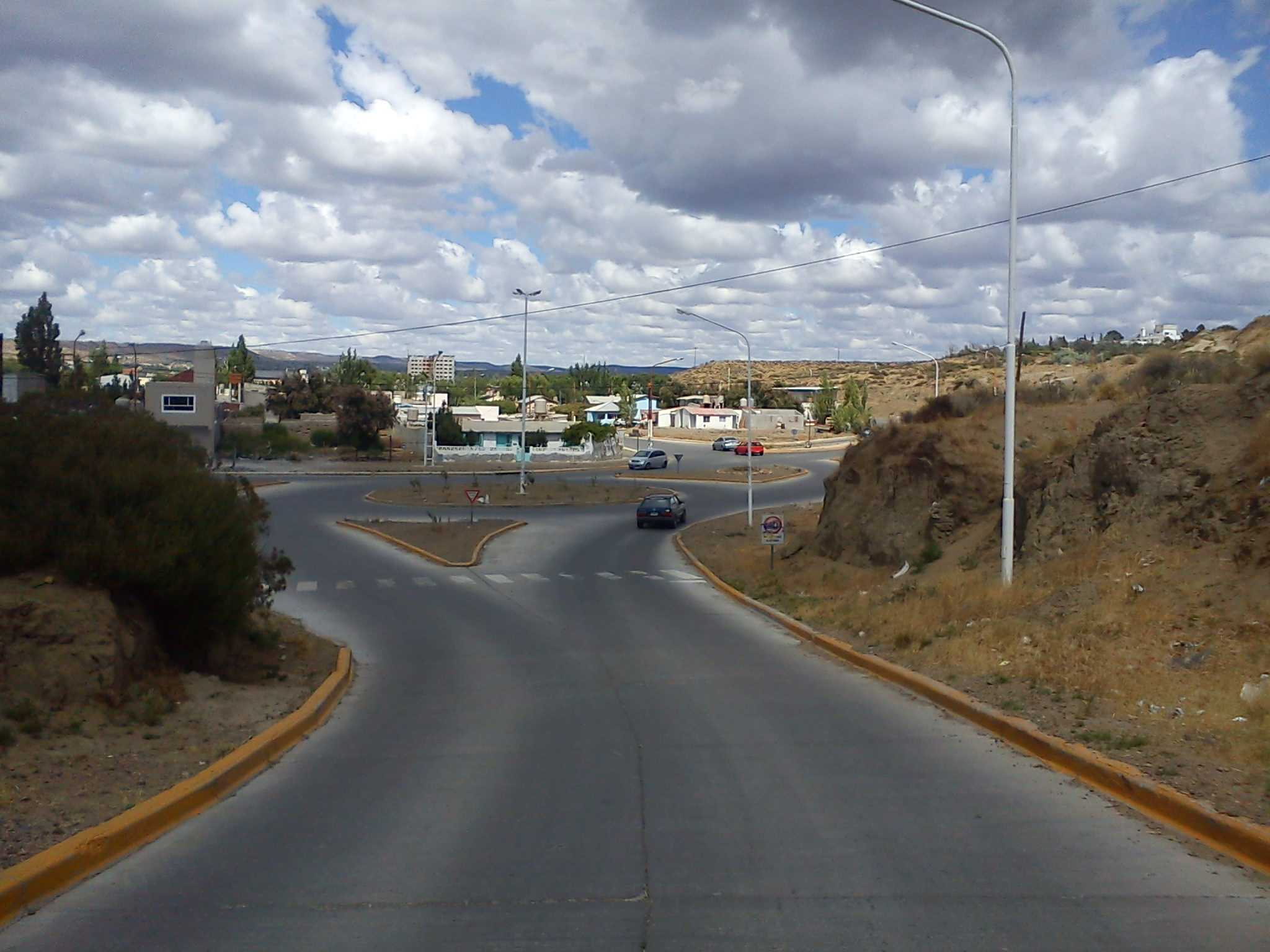
Divisándose a lo lejos.
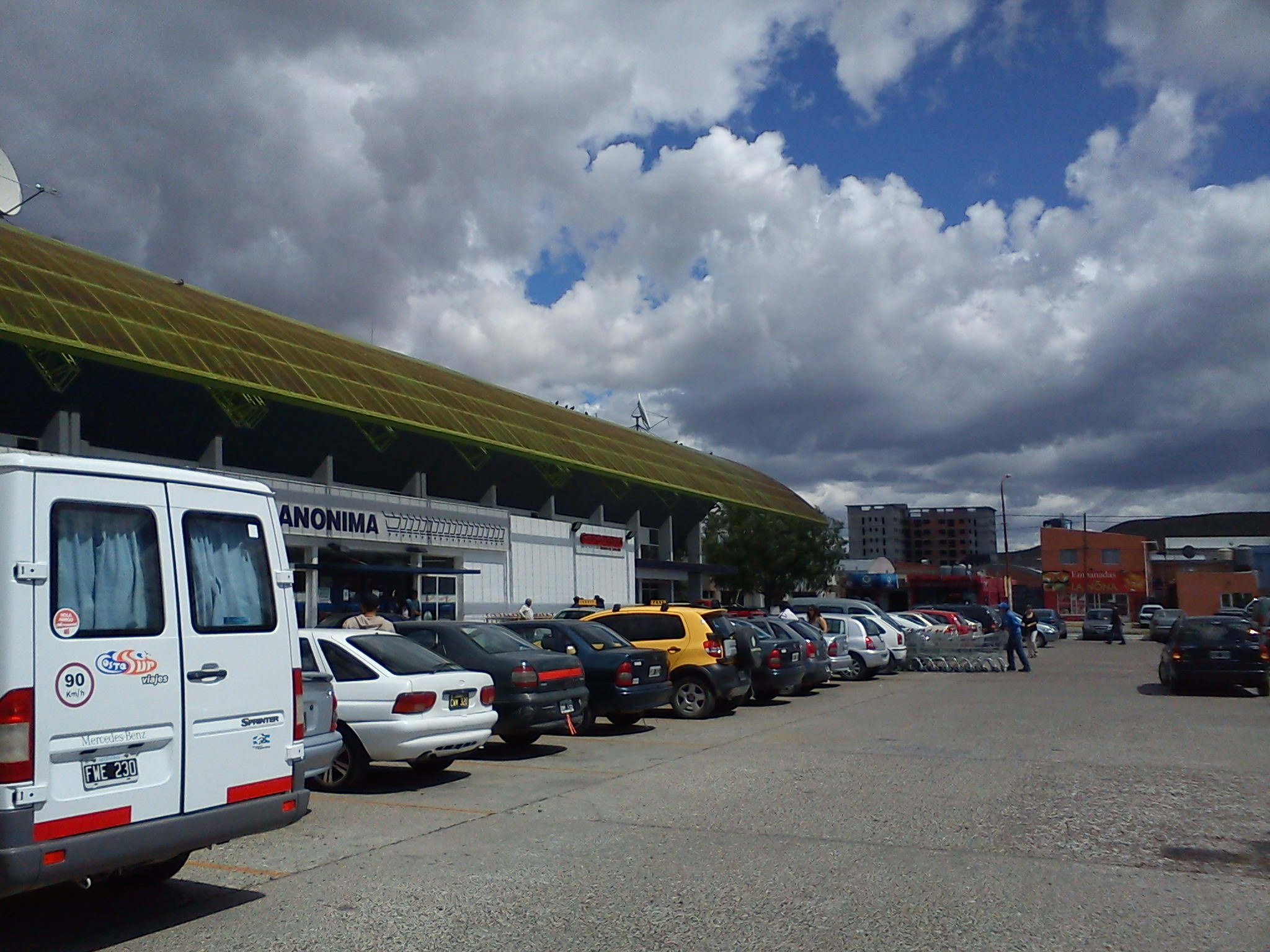
Visto desde Supermercados La Anónima.
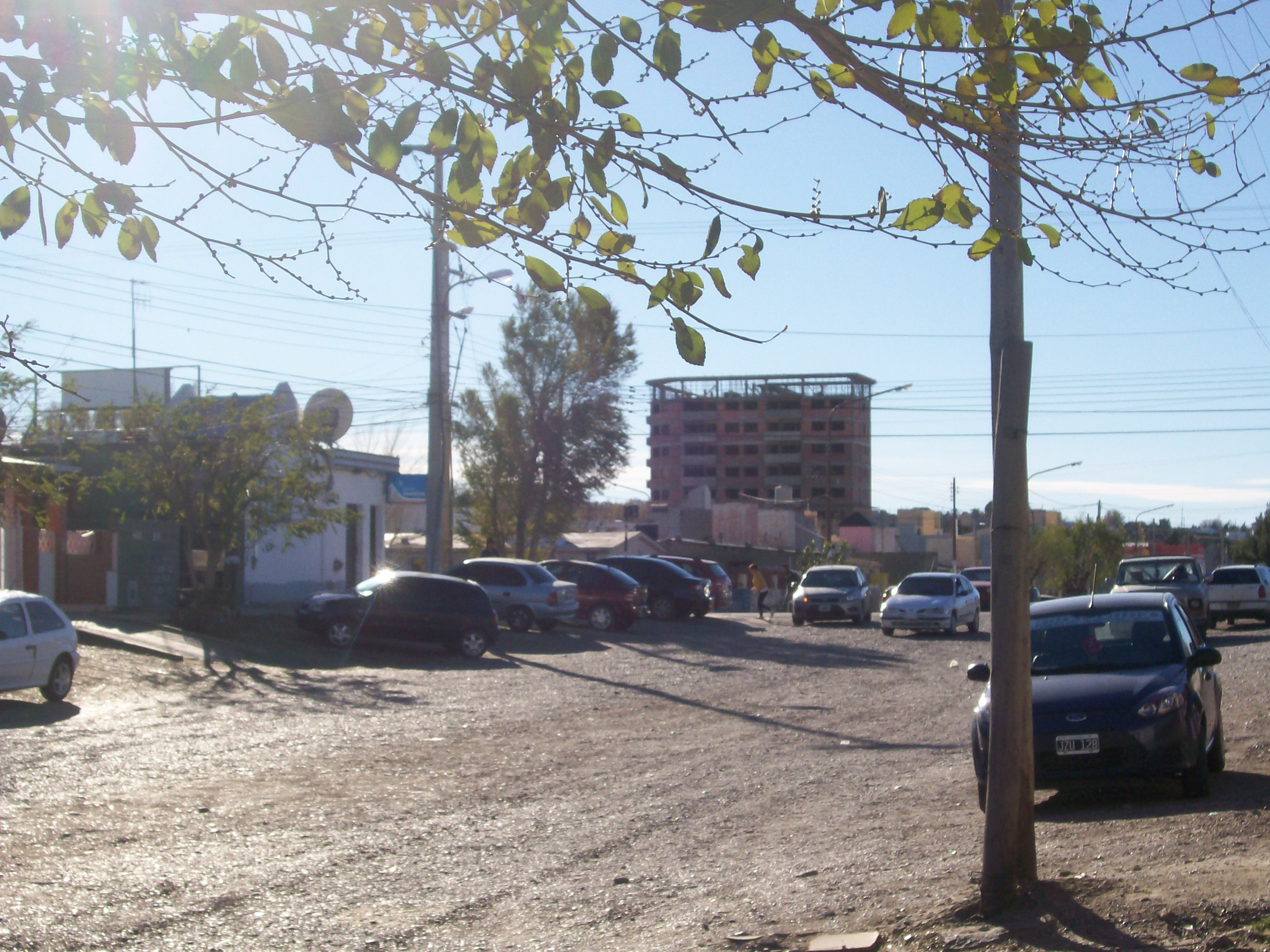
Imagen desde el Lago Municipal, año 2012.
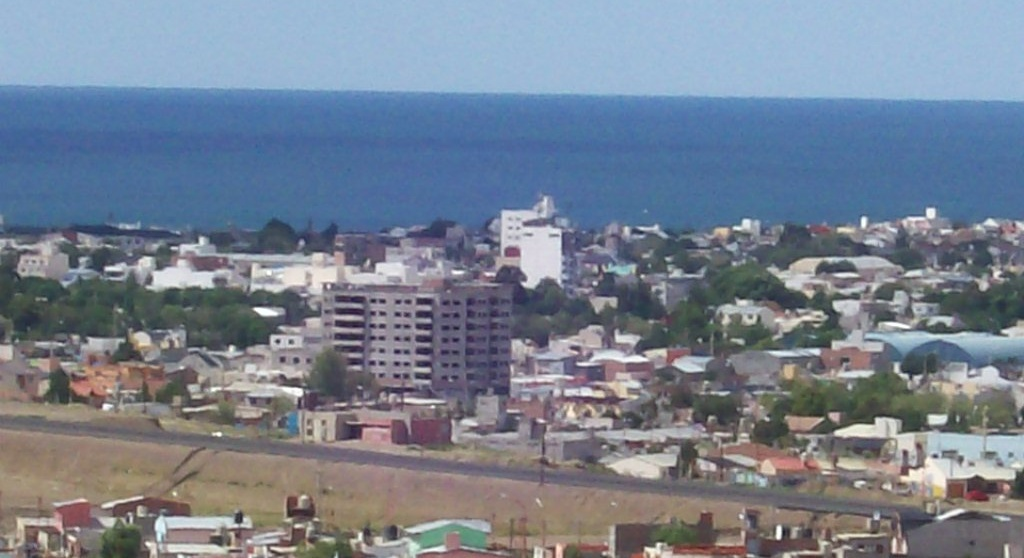
Destacándose desde el Barrio Bicentenario.
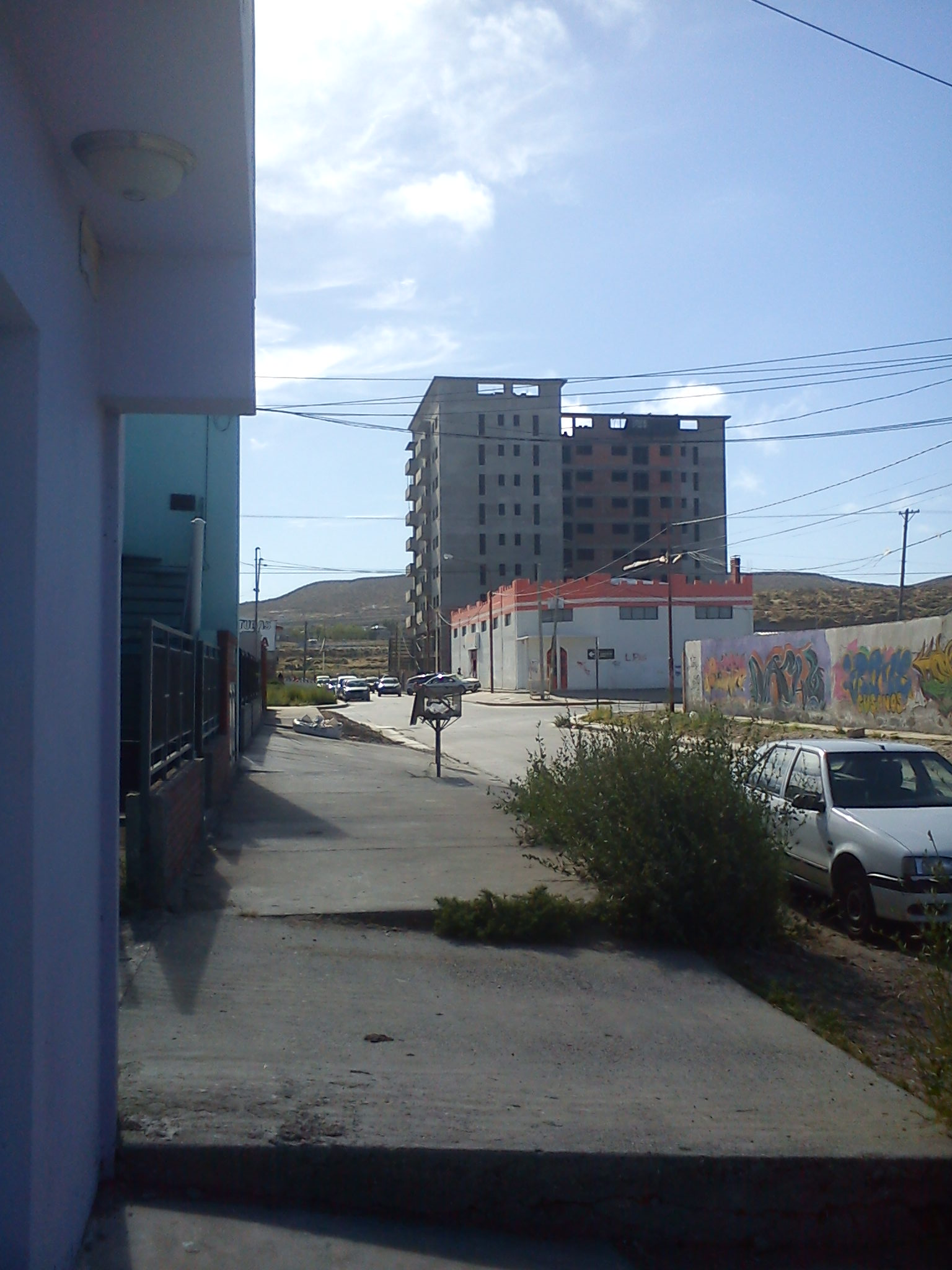
Conociéndolo más de cerca.
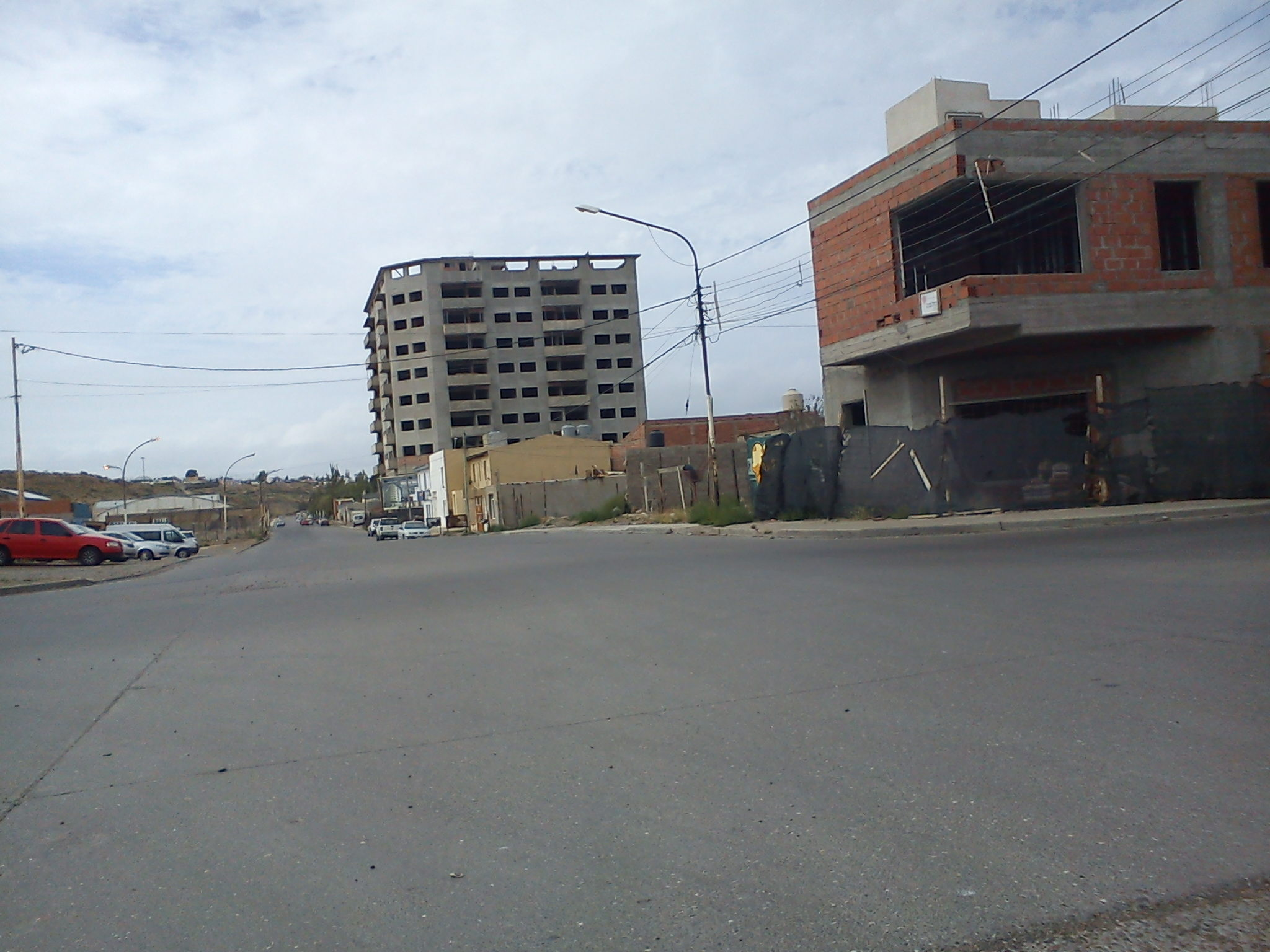
"Rascando" cielos caletenses.
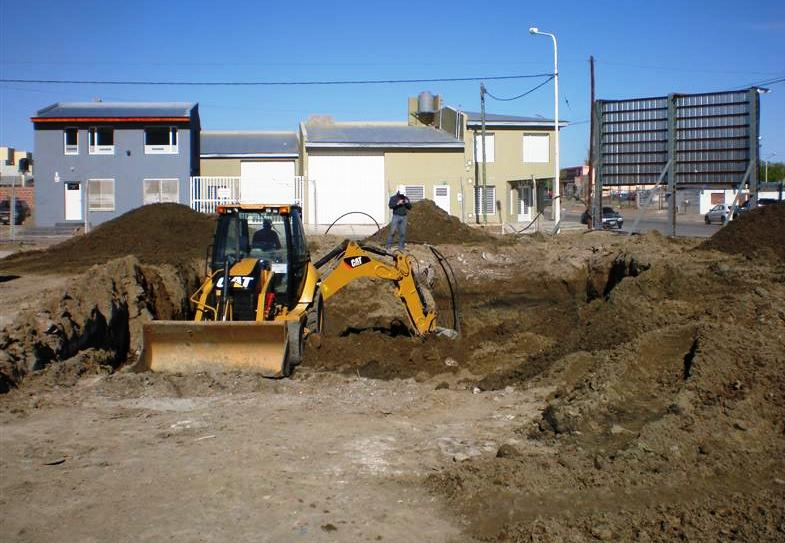
Excavación para bases, 4 metros bajo el nivel de la calle
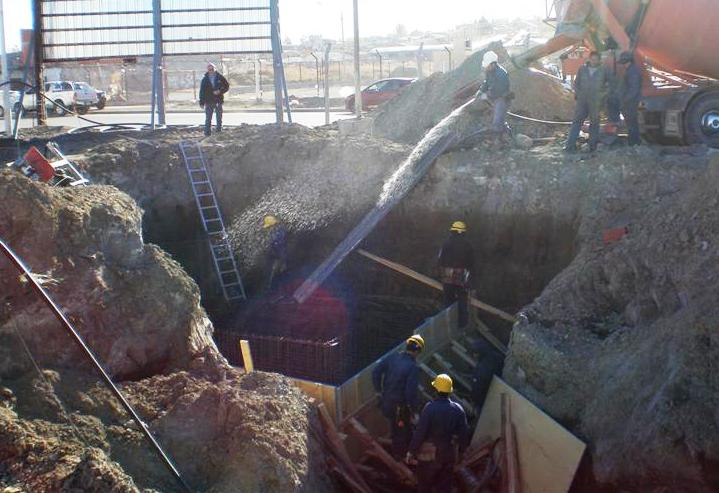
Hormigonando la 1ra. base
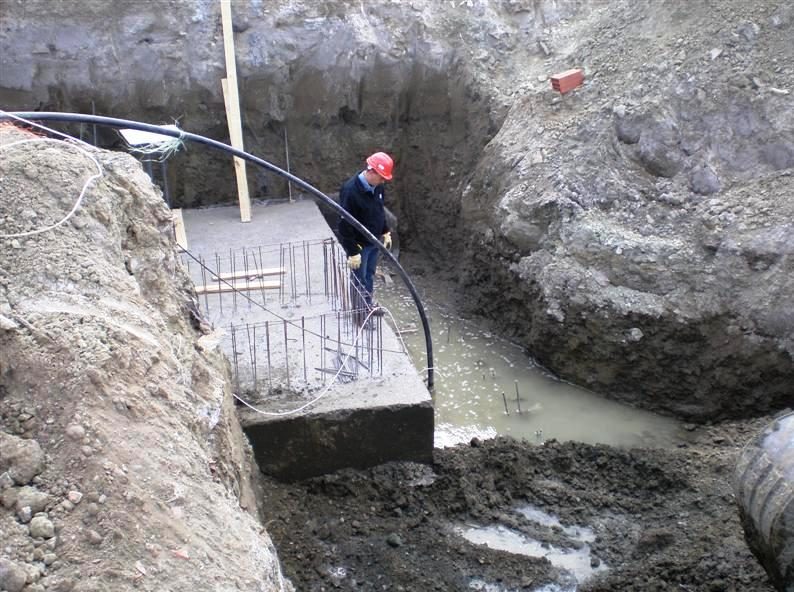
deprimiendo la napa
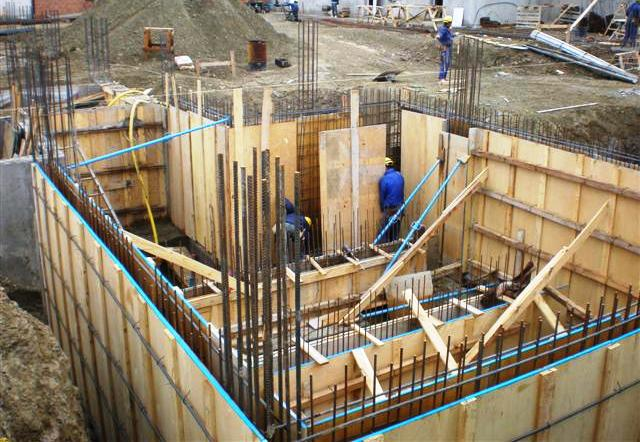
Encofrado tabiques subsuelo
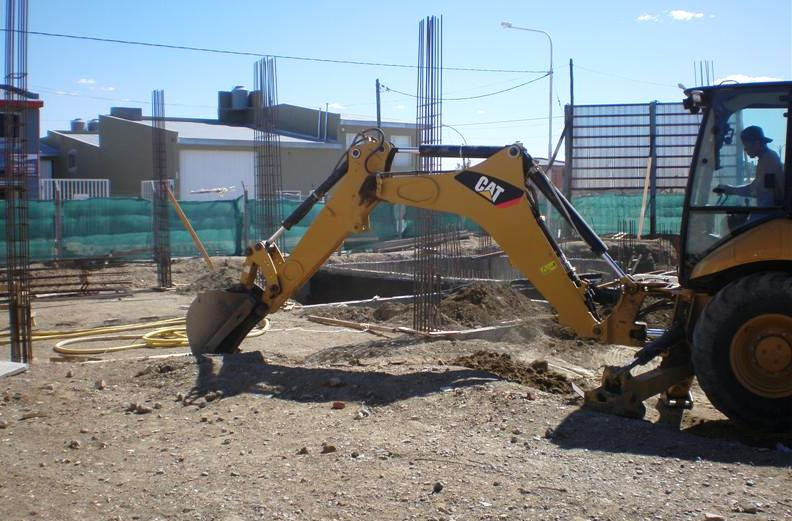
Nivelación del terreno para rellenar
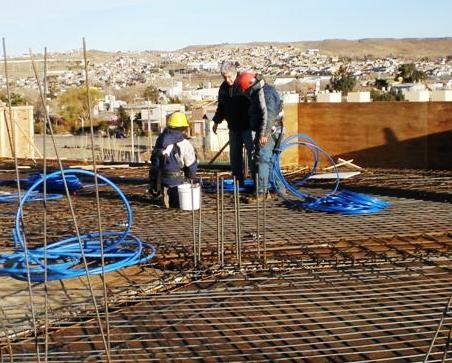
Controlando la armadura
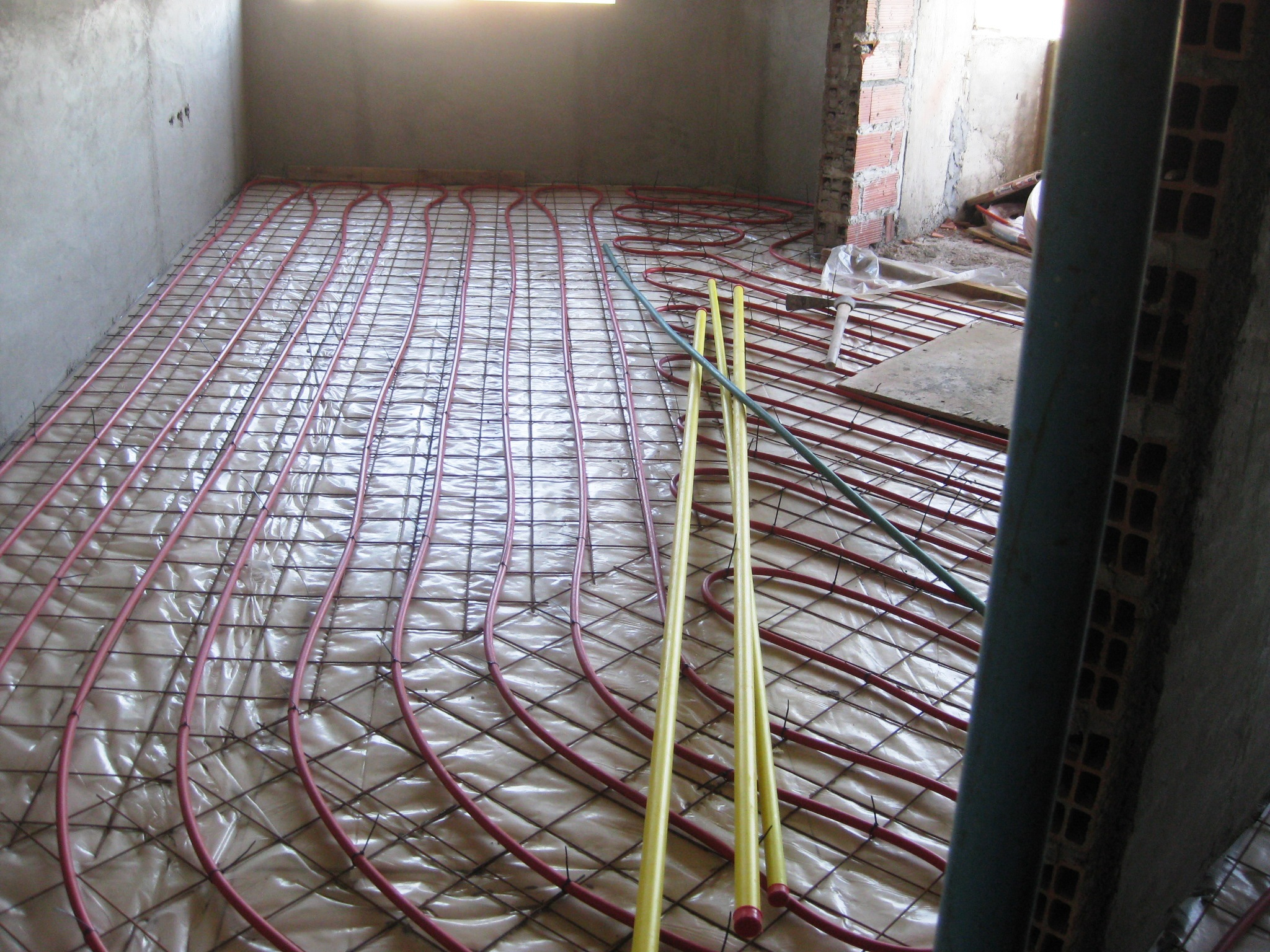
armado del piso radiante
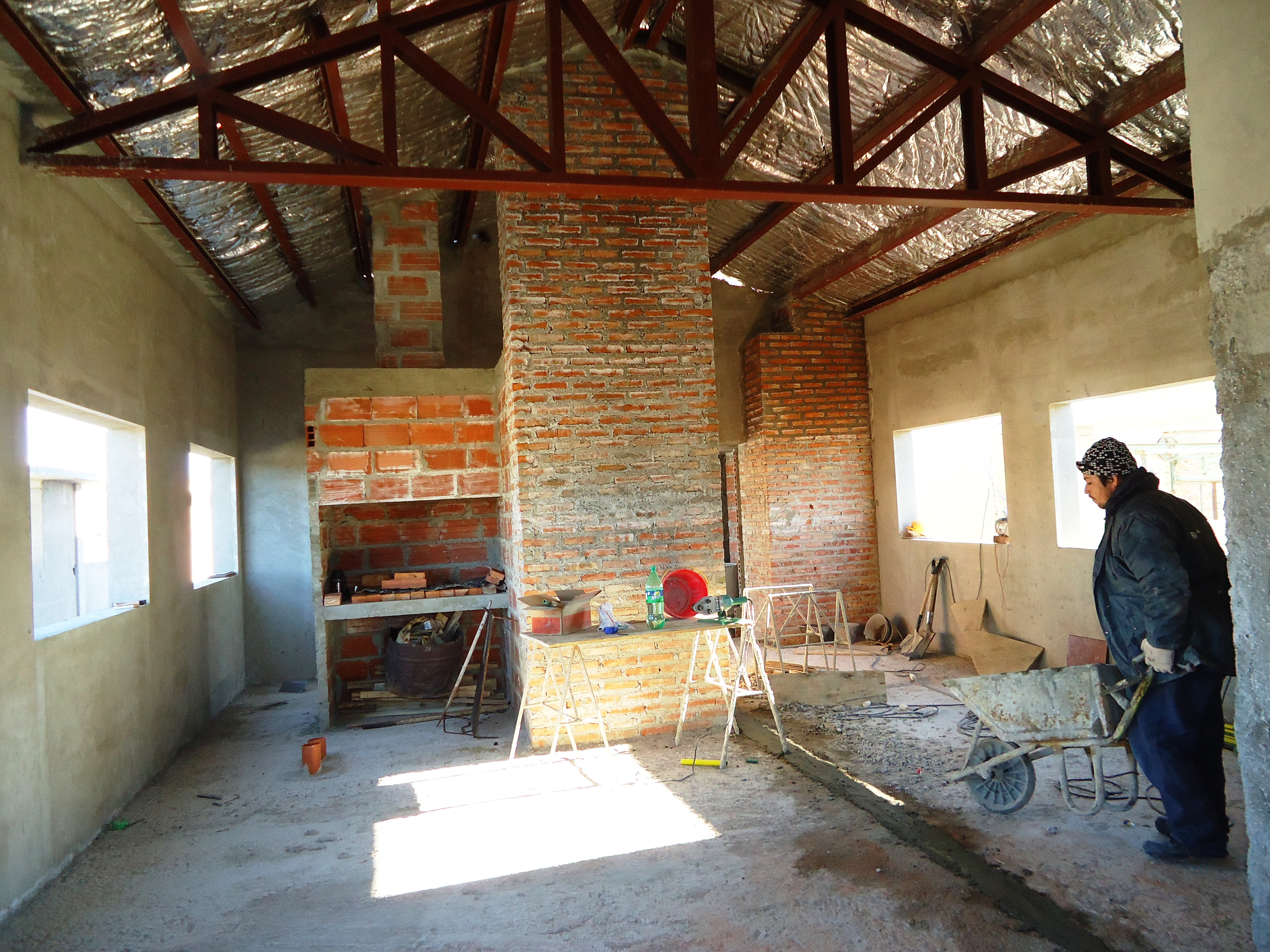
interior sum
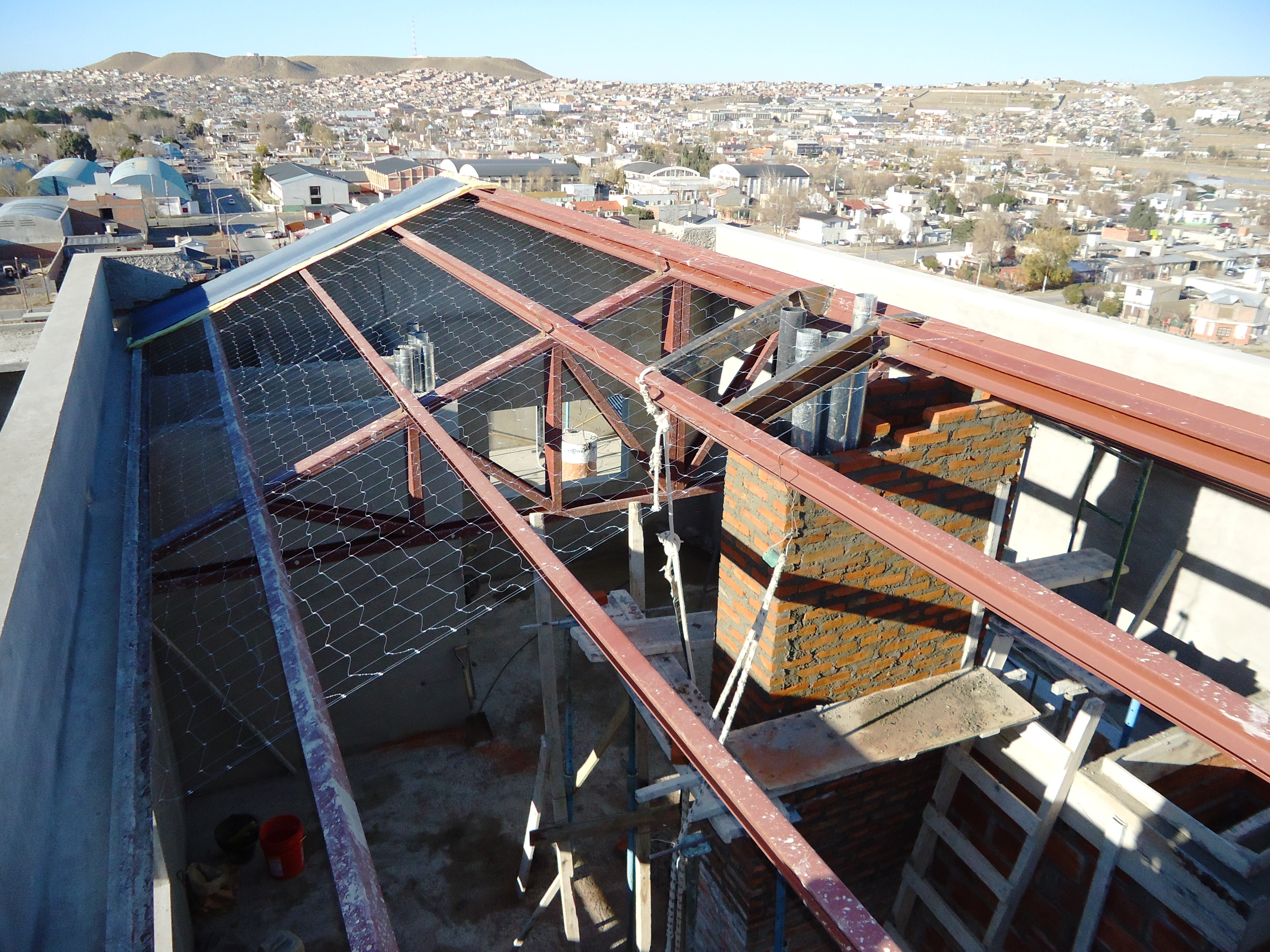
cubierta sum
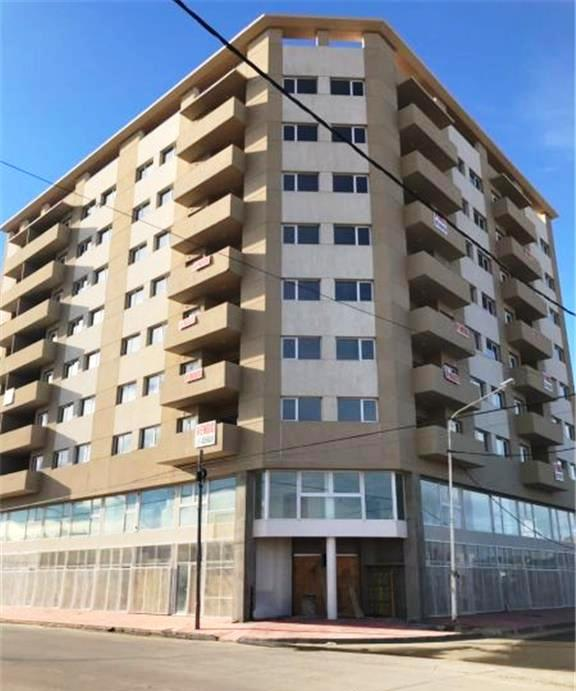
esquina 2018